# Vars (Borgogna-Franca Contea)
Vars è un comune francese di 210 abitanti situato nel dipartimento dell'Alta Saona nella regione della Borgogna-Franca Contea.

## Società

### Evoluzione demografica
Abitanti censiti